# Rue Saint-Denis (Montreuil)
Pour les articles homonymes, voir Rue Saint-Denis.
La rue Saint-Denis est un axe important de la ville de Montreuil en Seine-Saint-Denis.

## Situation et accès
Partant de l'ouest, elle rencontre notamment la rue des Ramenas, le boulevard Aristide-Briand, l'avenue du Président-Salvador-Allende puis la rue Édouard-Branly.

## Origine du nom

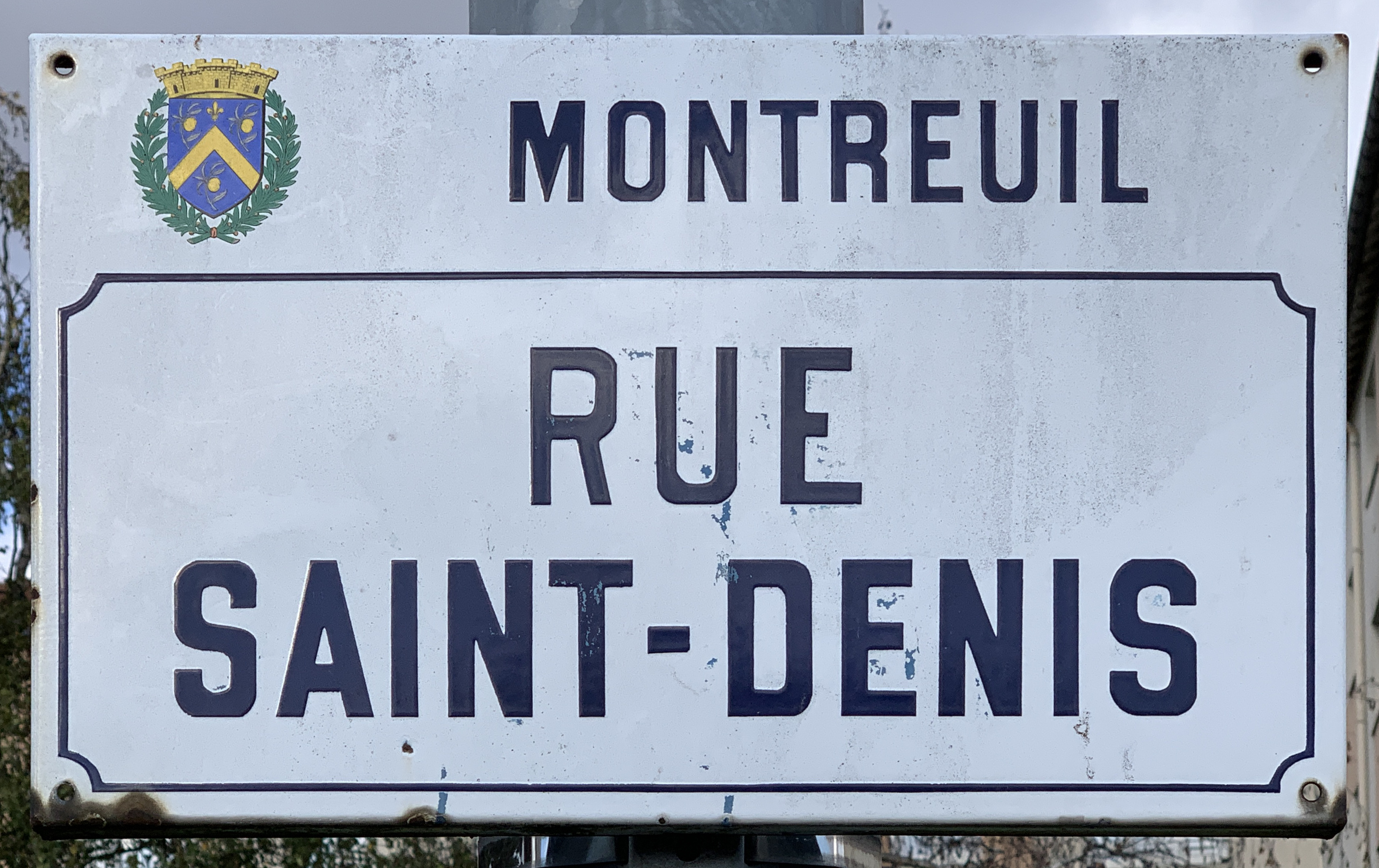
Plaque Rue Saint-Denis.

Le nom de cette rue provient de l'abbaye de Saint-Denis vers laquelle elle se dirige.

## Historique
Dans la nuit du 18 au 19 avril 1944, lors du bombardement de Noisy-le-Sec visant la gare et son dépôt de munitions, la rue est également touchée par des projectiles, à l'angle de la rue de Rosny. Plusieurs victimes sont à déplorer.

## Bâtiments remarquables et lieux de mémoire
- Bâtiment industriel Mozinor.
- Maison de quartier des Ramenas.

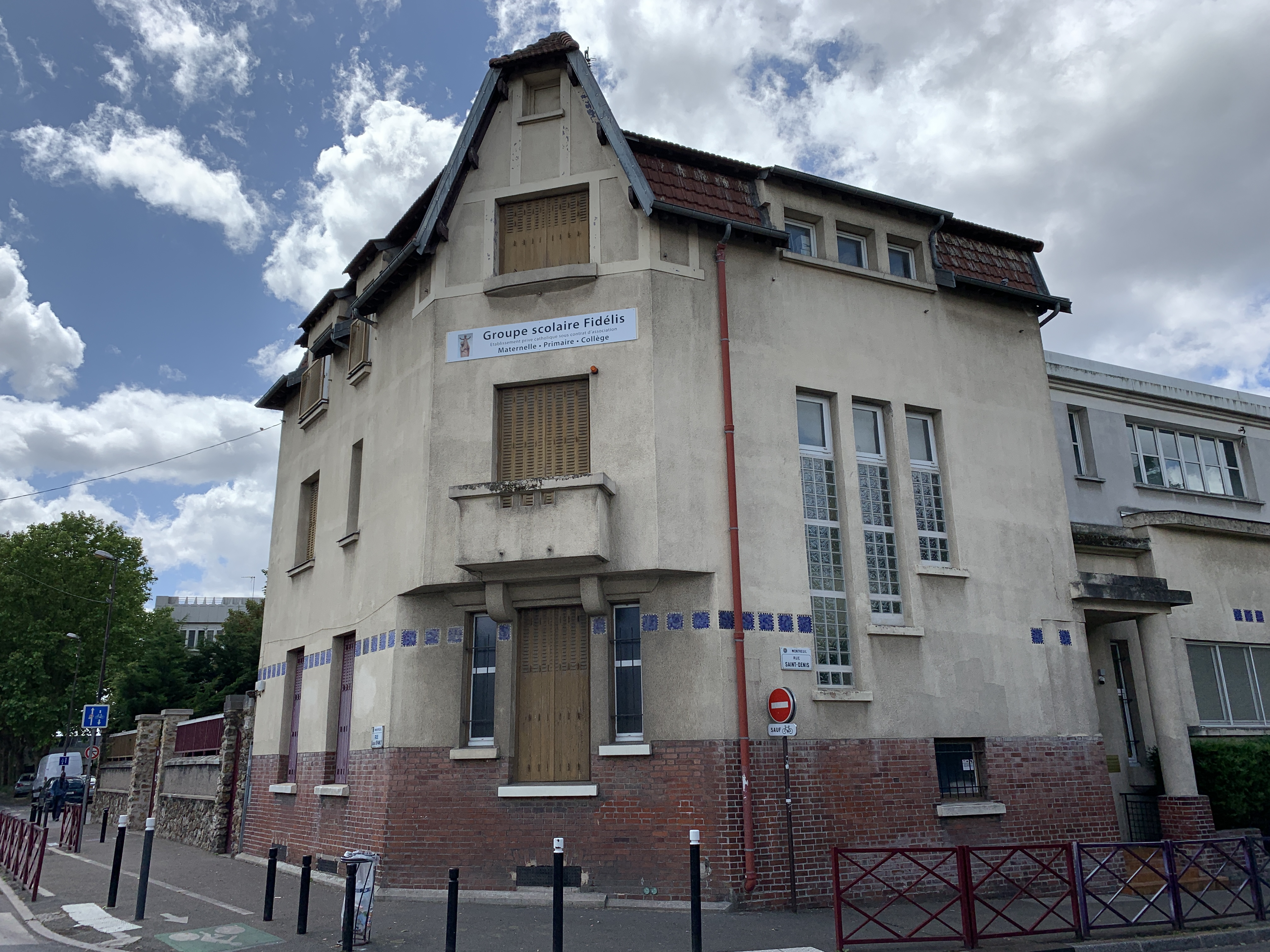
Groupe scolaire Virgo Fidelis.

- Groupe scolaire Virgo Fidelis, fondé en 1928, surélevé vers 1962[2], inscrit à l'inventaire général du patrimoine culturel[3].